# Aramides
Aramides är ett fågelsläkte i familjen rallar inom ordningen tran- och rallfåglar med åtta arter som förekommer i Latinamerika:
- Ipécaharall (A. ypecaha)
- Brunrall (A. wolfi)
- Grånackad rall (A. mangle)
- Rödhalsad rall (A. axillaris)
- Centralamerikansk rall (A. albiventris)
- Gråhalsad rall (A. cajaneus)
- Rödvingad rall (A. calopterus)
- Saracúrarall (A. saracura)